# Yeomen of the Guard
För operetten av Gilbert och Sullivan, se The Yeomen of the Guard
The Kings's Bodyguard of the Yeomen of the Guard (Konungens Livgarde av Hovdrabantgardet), ofta enbart benämnda Yeomen of the Guard, är en hovdrabantkår som är svurna att skydda den brittiska monarken, det vill säga hustrupper.

## Hovdrabanter
Yeomen of the Guard grundades av Henrik VII av England 1485 under slaget vid Bosworth Field; av respekt för detta bär Yeomen fortfarande uniformer i Tudorstil, det vill säga rött och guld. Det totala antalet Yeomen of the Guard är 60 (plus 6 stycken officerare) som består av pensionerade medlemmar från Storbritanniens armé, Storbritanniens marinkår och Storbritanniens flygvapen; traditionellt sett dock inte från Royal Navy, eftersom de olikt de andra styrkorna svär sin trohet till Admiralty och inte den brittiska monarken. Detta förbud ändrades 2011 och två personer från Royal Navy blev då medlemmar av Yeomen of the Guard. Rollen som kapten över Yeomen är dock alltid politiskt tillsatt och den personen måste inneha en specifik roll i det brittiska överhuset.

## Hedersvakt
I dagsläget har Yeomen of the Guard enbart en ceremoniell roll. Deras förmodligen mest kända roll är att de innan State Opening of Parliament varje år genomsöker källarvalvet under Westminsterpalatset. Detta är en tradition som sträcker sig bak till när krutkonspiratörerna försökte spränga det brittiska överhuset i luften den 5 november 1605 genom att placera ut kruttunnor i detta källarvalv. En mer noggrann genomsökning görs dock efteråt av Londonpolisen. 

## Tjänstegrader
| Grad                                                | Befattning                             | Gradbeteckning                                          | Ämbetstecken |
| --------------------------------------------------- | -------------------------------------- | ------------------------------------------------------- | ------------ |
| Captain of the Guard                                | Kårchef                                |                                                         | Vaktkäpp     |
| Lieutenant                                          | Ställföreträdande kårchef              |                                                         | Vaktkäpp     |
| Clerk of the Cheque and Adjutant                    | Stabschef                              |                                                         | Vaktkäpp     |
| Ensign                                              | Fanförare                              |                                                         | Vaktkäpp     |
| Exon                                                |                                        |                                                         | Vaktkäpp     |
| Senior Messenger Sergeant Major and Wardrobe Keeper | Adjutant och vakthavande               | Fyra chevroner med spetsen nedåt, ovan en kunglig krona | Vaktkäpp     |
| Messenger Sergeant Major                            | Ställföreträdande adjutant             | Fyra chevroner med spetsen nedåt, ovan en kunglig krona | Vaktkäpp     |
| Divisional Sergeant Major                           | Divisionschef                          | Fyra chevroner med spetsen nedåt, ovan en kunglig krona | Vaktkäpp     |
| Yeoman Bed Goer                                     | förste ställföreträdande divisionschef | -                                                       | Bardisan     |
| Yeoman Bed Hanger                                   | andre ställföreträdande divisionschef  | -                                                       | Bardisan     |
| Yeoman                                              | menig drabant                          | -                                                       | Bardisan     |

Källa:

## Illustrationer

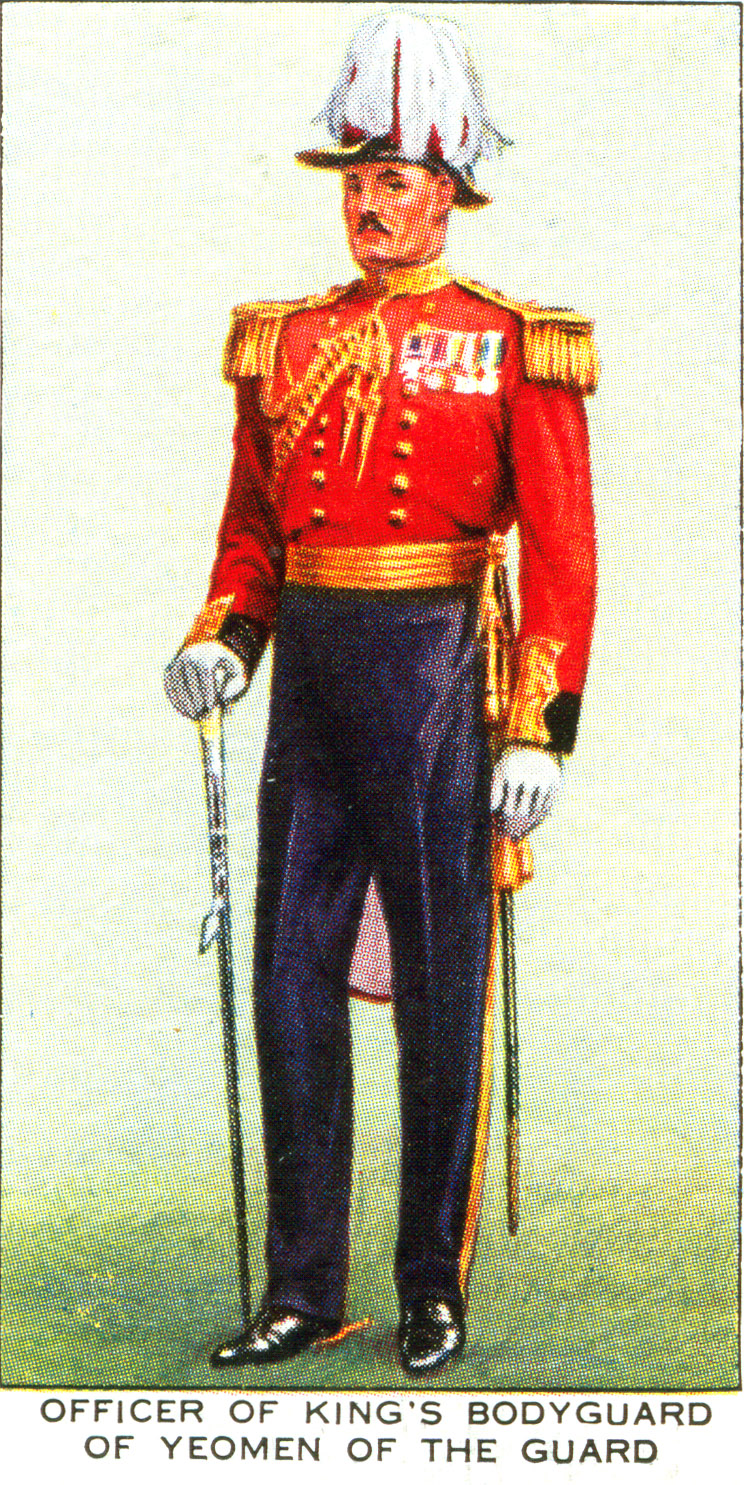
Officer vid Yeomen of the Guards.
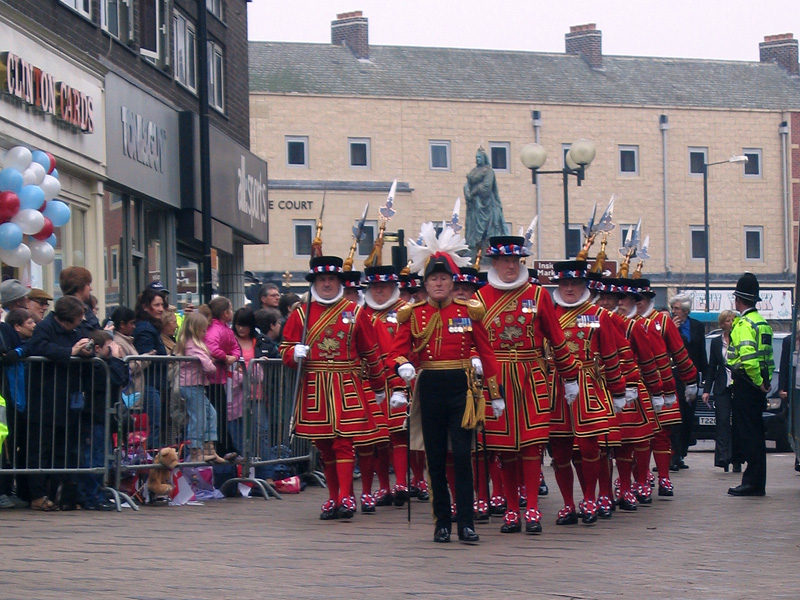
Ceremonitrupp från Yeomen of the Guards under befäl av en officer.
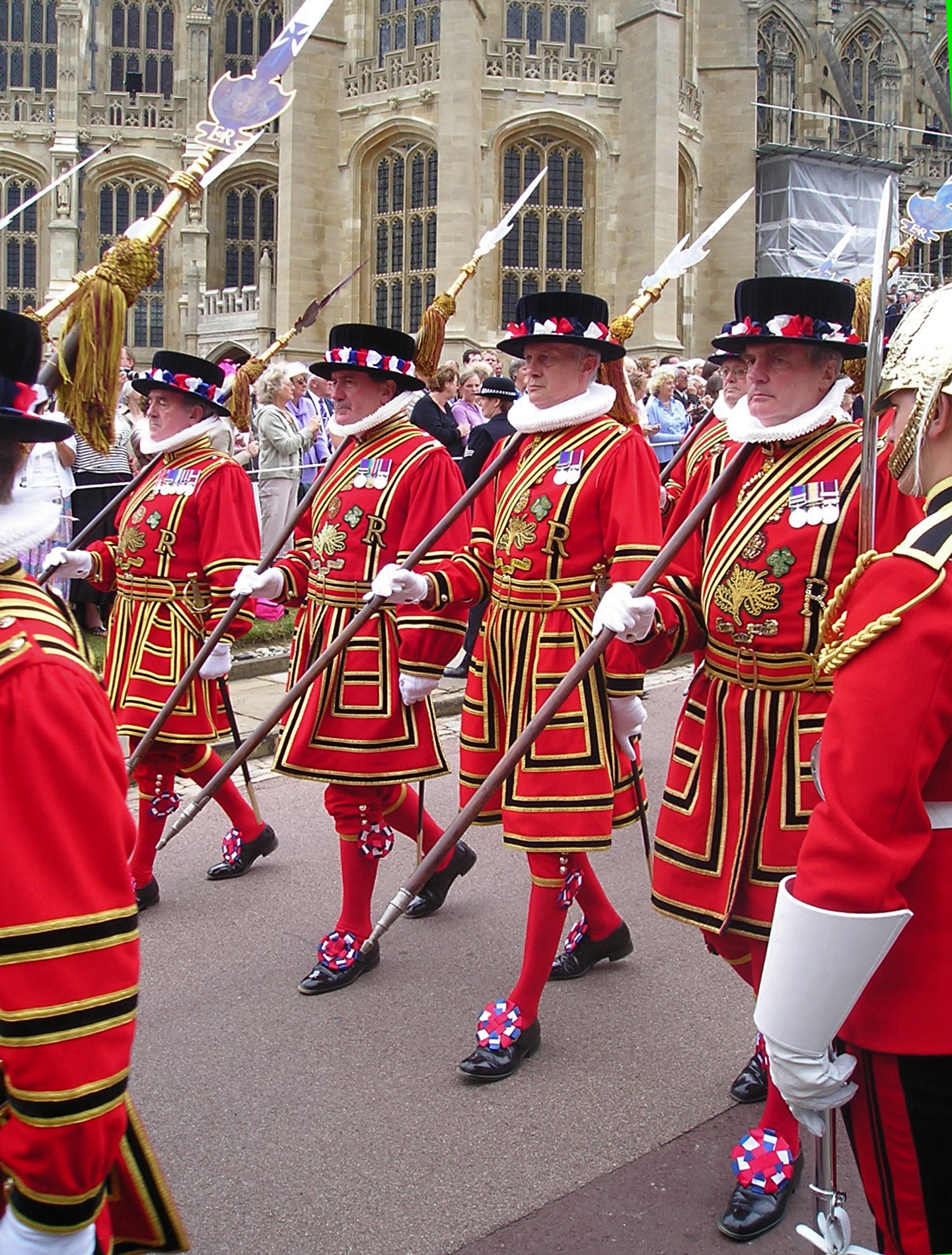
Ceremonitrupp från Yeomen of the Guards.
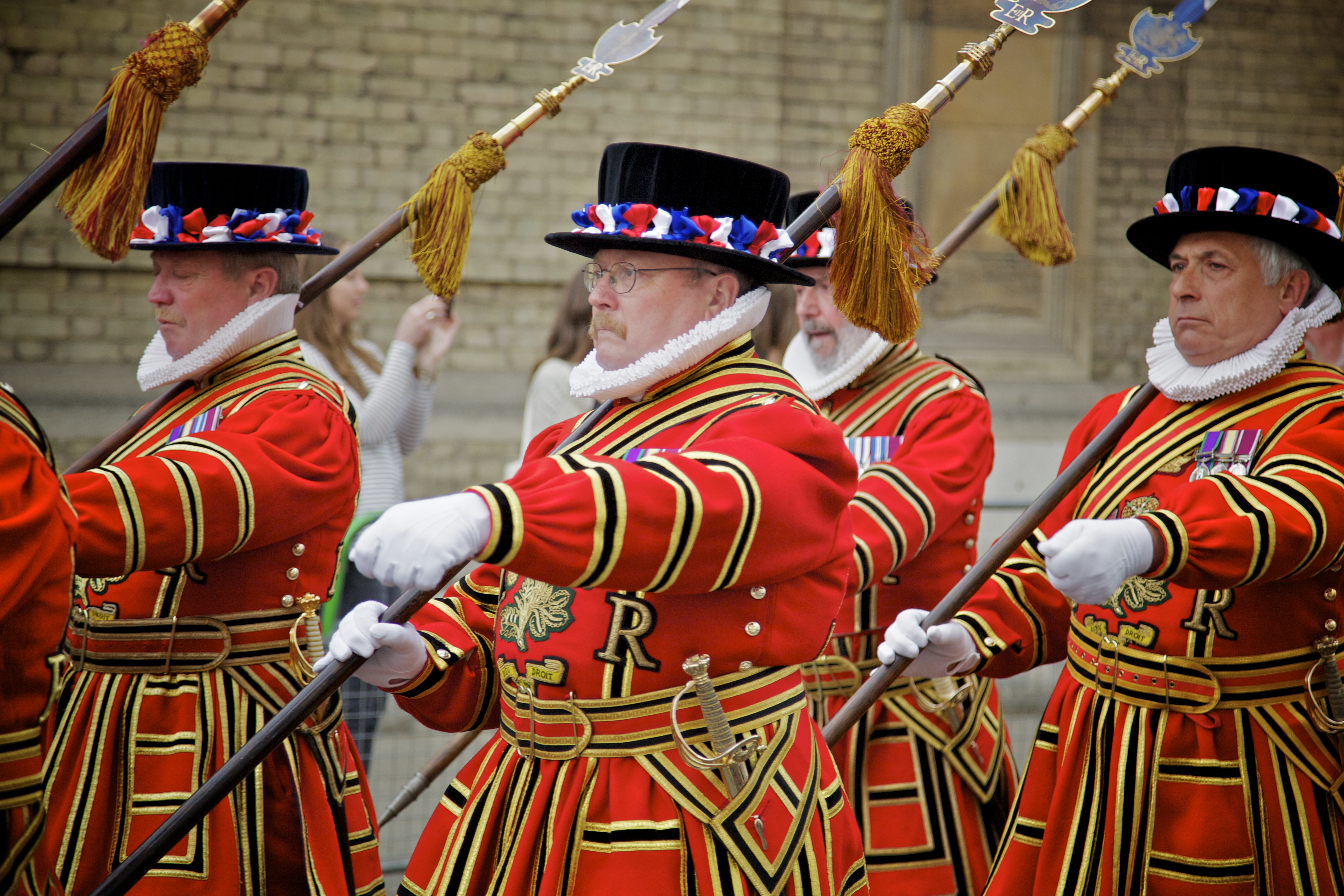
Ceremonitrupp från Yeomen of the Guards.
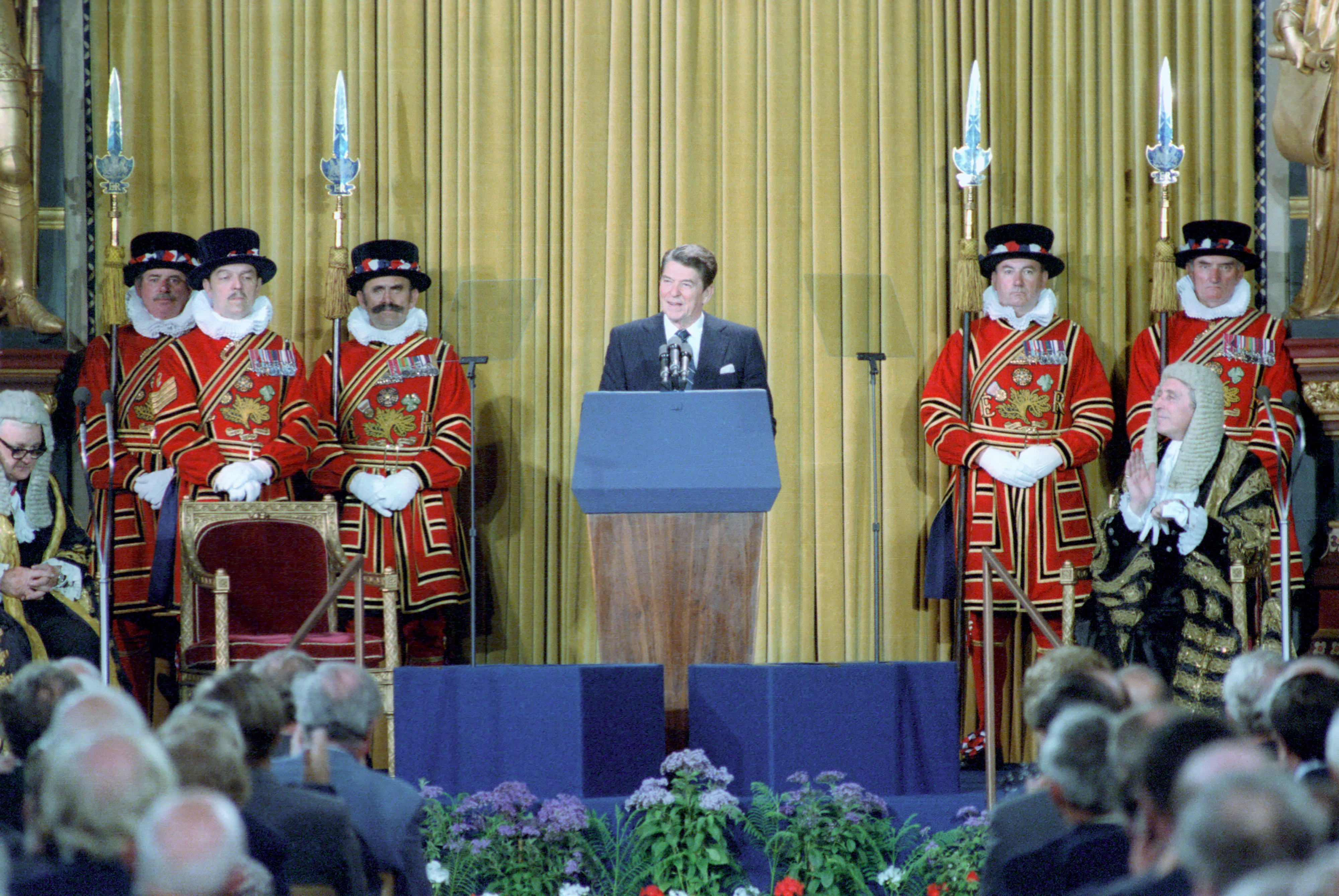
Ronald Reagan talar till det engelska parlamentet omgiven av en hedersvakt från Yeomen of the Guards.
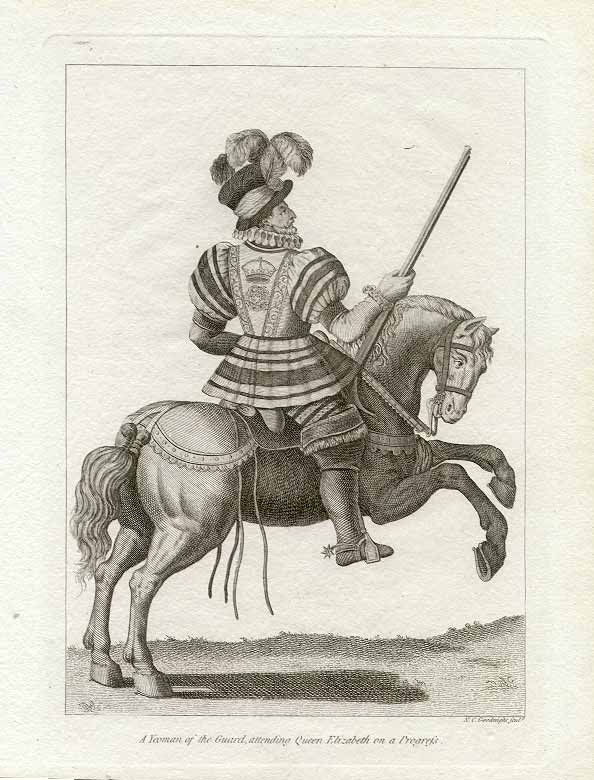
En äldre variant av en Yeoman of the Guard.